# Karopoh
Karopoh is een bestuurslaag in het regentschap Sumenep van de provincie Oost-Java, Indonesië. Karopoh telt 4845 inwoners (volkstelling 2010).